# Что Россия должна сделать с Украиной
«Что Россия должна сделать с Украиной» — статья российского политтехнолога Тимофея Сергейцева, опубликованная 3 апреля 2022 года российским государственным информационным агентством «РИА Новости». В статье продвигаются идеи уничтожения Украины как государства, репрессий и этнических чисток в отношении украинского народа, а также геноцида.
Исследователи называли статью важным примером того, как утверждения России о том, что она «предотвращает геноцид русских на Украине», превращаются в «открытые признания в совершении геноцида в Украине».

## История и контекст
Статья «Что Россия должна сделать с Украиной» была опубликована 3 апреля 2022 года, сразу после отступления Вооружённых сил России из Киевской области и обнаружения тел мирных жителей Бучи, убитых российскими военнослужащими.
Через три дня после выхода статьи «РИА Новости» опубликовали статью Виктории Никифоровой «За что Россия борется на Украине», в которой Никифорова заявила, что «русские пришли освобождать свою землю от нацистов», а в происходящем обвиняет западные страны.
Автор текста — Тимофей Сергейцев, российский политтехнолог и колумнист РИА.

## Содержание
В своей статье Тимофей Сергейцев приравнял украинскую политику и европеизацию к нацизму. По мнению автора, «денацификация Украины» означает проведение в отношении страны политики геноцида: Украина должна быть ликвидирована как нация и как государство и раздроблена на отдельные «народные республики», подконтрольные России, а само название «Украина» искоренено; украинский политический класс и любые вооружённые формирования, защищающие Украину, должны быть уничтожены; на оккупированной Россией территории Украины должны быть проведены массовые репрессии и этнические чистки. Предпосылкой к этому автор называет то, что Украина нуждается в «денацификации», «деукраинизации» и «деевропеизации», потому что «значительная часть народа — скорее всего, большинство — освоилась и втянулась в нацистский режим в его политику», заявляя, что «гипотеза „люди хорошие, а правительство плохое“ не работает».

...Дальнейшая денацификация этой массы населения состоит в перевоспитании, которое достигается идеологическими репрессиями (подавлением) нацистских установок и жесткой цензурой: не только в политической сфере, но обязательно также в сфере культуры и образования...
...Денацификация неизбежно будет являться и деукраинизацией — отказом от начатого еще советской властью масштабного искусственного раздувания этнического компонента самоидентификации населения территорий исторических Малороссии и Новороссии...
...Для проведения плана денацификации Украины в жизнь России самой придется окончательно расстаться с проевропейскими и прозападными иллюзиями, осознать себя как последнюю инстанцию защиты и сохранения тех ценностей исторической Европы (Старого Света), которые того заслуживают и от которых Запад в конечном счете отказался, проиграв в борьбе за самого себя. 
— https://ria.ru/20220403/ukraina-1781469605.html

## Оценки
По словам оксфордского эксперта по России Сэмюэля Рамани, статья «представляет популярное в Кремле мышление».
Евгений Финкель, доцент университета Джонса Хопкинса и историк, занимающийся историей геноцида, считает, что через подобные статьи российская пропаганда пытается оправдать совершённые военные преступления перед российским обществом: «Это просто чёткий, довольно продуманный шаблон того, что должно произойти. Эта статья перешла грань между разговорами и размышлениями о вторжении как о некоем наборе военных преступлений во что-то гораздо более скоординированное».
Славой Жижек, словенский культуролог и социальный философ, в статье «Война в мире без принципов» статью Сергейцева назвал «безумным бредом», который сводится к утверждению: «у Украины два отца: Ленин, который её выдумал, и Гитлер, вдохновивший сегодняшних „укронацистов“ на реализацию ленинской выдумки». Теперь территория будет освобождена против воли населяющего её народа, которого придётся перевоспитать или иным образом распустить. При этом вера становится важнее знания и фактов. По «особой русской правде» к трупам мирных жителей в Буче и в других украинских городах, российские солдаты не имеют отношения.
Историк Тимоти Снайдер назвал статью «русским пособием по геноциду», заявив что статья «это один из самых откровенно геноцидных документов», которые он когда-либо видел.

## Реакция

### Украина
Владимир Зеленский заявил, что статья является доказательством планов руководства Российской Федерации по осуществлению геноцида украинцев. Он отметил, что для обозначения геноцида украинцев в статье использованы термины «деукраинизация» и «деевропеизация». По его мнению, это одно из доказательств для будущего трибунала против военных преступлений России на Украине.
Министр культуры и информационной политики Украины Александр Ткаченко прокомментировал статью следующим образом: «Цинично, что автор рассказывает о якобы нацизме на Украине. Когда мы видим зеркально противоположные факты: Россия массово уничтожает украинцев по национальной принадлежности. И как это называть? Я отвечу сразу: геноцид украинского народа со стороны России».
Антон Шеховцов назвал статью «планом геноцида»; он считает, что изложенное в статье понимание слова «фашизм» коренится в советской пропаганде, в которой слово «фашизм» стало синонимом слова «антисоветизм».

### Международное сообщество
Бывший посол Канады на Украине Роман Ващук заявил, что «это по сути риторическое» разрешение на убийство украинцев.
Депутат Бундестага Томас Хайльман подал иск против автора статьи. По словам Хайльмана, «статья может быть нарушением Конвенции о предупреждении преступления геноцида и наказании за него».
В июне 2022 года Тимофей Сергейцев попал под санкции стран Евросоюза как российский пропагандист. Евросоюз отмечает, что Сергейцев «является центральной фигурой правительственной пропаганды и автором статей, отрицающих право Украины на государственность и призывающих к „денацификации“, а также „деукраинизации“ страны, продвигая идею о том, что Украина должна быть неотъемлемой частью России». Также был внесён в санкционные списки Канады, Украины и Швейцарии как российский агент дезинформации.